# فلاي أرنا
الخطوط الجوية الوطنية الأرمينية فلاي أرنا (بالأرمنية: «Հայկական ազգային ավիաուղիներ» ՓԲԸ) المختصر فلاي أرنا (بالأرمنية: Ֆլայ Արնա)، كانت شركة طيران أرمينية اقتصادية تتمركز في يريفان، أرمينيا. أسست الشركة بالشركة بين شركة الطيران الاقتصادية العربية للطيران وصندوق المصالح الوطنية الأرمينية المملوك للدولة (ANIF). كانت الناقل الوطني لأرمينيا منذ أسست في 2021.
أُعلم موظفي الشركة في مايو 2024 أن الشركة شرعت في إجراءات التصفية إثر موافقة الحكومة على حل صندوق المصالح الوطنية الأرمينية (ANIF)، الشريك المشترك في الشركة.

## التاريخ

### التأسيس
تأسست شركة الطيران هذه بعد توقيع اتفاقية مشروع مشترك بين شركة العربية للطيران الإماراتية وصندوق المصالح الوطنية الأرمينية الذي تأسس في يوليو 2021. كان الصندوق يمتلك نسبة 51٪ من أسهم الشركة وكانت العربية للطيران تمتلك النسبة المتبقية البالغة 49٪. حصلت الشركة على شهادة المشغل الجوي في مايو 2022 وضمت أول طائرة إلى أسطولها. اختارت الشركة طائرات إيرباص إيه 320 لتضمها إلى أسطولها.
بدأت الشركة أولى رحلاتها إلى الغردقة في 3 يوليو 2022، ثم إلى شرم الشيخ في 4 يوليو 2022. أعلنت عن خطط لإطلاق رحلات جديدة إلى الكويت وبيروت، لتوثيق ريط أرمينيا بالشرق الأوسط. أعلنت الشركة في يناير 2023 أن ستبدأ رحلات إلى مطار شيريميتيفو الدولي في موسكو ومطار بولكوفو في سانت بطرسبرغ. وأعلنت عن نيتها تشغيل رحلات من يريفان إلى دلهي ومومباي في الهند ورحلات إلى الشارقة بالإمارات العربية المتحدة.

### التصفية
علقت الشركة جميع الرحلات الجوية في يناير 2024. أعلنت الشركة أنها تخضع لمراجعات تشغيلية وستستأنف رحلاتها في الوقت المناسب. عُلق ترخيص الشركة في مارس 2024 بسبب عدم امتلاكها لطائرات. وأُعلم موظفيها في مايو 2024 أن الشركة شرعت في إجراءات التصفية.

## الوجهات
| الدولة  | المدينة      | المطار                     | ملاحظات        | مراجع  |
| ------- | ------------ | -------------------------- | -------------- | ------ |
| أرمينيا | يريفان       | مطار يريفان الدولي         | محور خطوط جوية |        |
| مصر     | شرم الشيخ    | مطار شرم الشيخ الدولي      |                |        |
| جورجيا  | تبليسي       | مطار تبليسي الدولي         |                |        |
| إيران   | طهران        | مطار الإمام الخميني الدولي |                | [ 14 ] |
| العراق  | بغداد        | مطار بغداد الدولي          |                |        |
| الكويت  | مدينة الكويت | مطار الكويت الدولي         |                | [ 15 ] |
| روسيا   | موسكو        | مطار دوموديدوفو الدولي     |                |        |
| روسيا   | موسكو        | مطار فنوكوفو الدولي        |                | [ 16 ] |
| روسيا   | سوتشي        | مطار سوتشي الدولي          |                |        |
| روسيا   | سانت بطرسبرغ | مطار بولكوفو               |                |        |

## الأسطول
| الطائرة            | في الخدمة | مطلوبة | الركاب     | الركاب   | الركاب  | ملاحظات |
| الطائرة            | في الخدمة | مطلوبة | رجال أعمال | اقتصادية | المجموع | ملاحظات |
| ------------------ | --------- | ------ | ---------- | -------- | ------- | ------- |
| إيرباص إيه 320-200 | 3         | -      | —          | 174      | 174     |         |

## روابط خارجية
- Fly Arna on Facebook